# Пахлави
Пахлави или Пахлеви је иранска династија која је владала Ираном од 1925. до 1979. године. У том периоду владала су само два члана те династије.
Реза Шах Пахлави (р. 1878 — у. 1944) је био високи ирански официр који је 1921. године, предводио државни удар. 1923. постаје председник владе да би 1925. организовао свргнуће династије Каџара и прогласио се шахом. Основао је своју династију, ослањајући се на Уједињено Краљевство. Укинуо је привилегије племства, реорганизовао војску, уредио финансије и саобраћај и дао велике концесије Англо-иранској петролејској компанији 1933. године. У септембру 1941. под притиском Савезника (В. Британије, СССР-а и САД) чије су трупе ушле у Техеран, јер је био склон Хитлеру, морао је абдицирати у корист свог сина Мохамеда. Тако се завршила његова владавина од 13. октобра 1925. до 16. септембра 1941. године.
Мохамед Реза Пахлави је син Резе Шаха (Техеран 26. октобра 1919- Каиро 27. јула 1980) који је после абдицирања оца преузео власт у Ирану 16. септембра 1941. године.
У уставној кризи 1953. дошао је у сукоб са председником владе и вођом Националне странке Ирана Мохамедом Мосадиком, који се противио великим овлашћењима шаха и уношење страног капитала у иранску нафтну индустрију. Мохамед Реза Пахлави се склања у Италију, али се после интервенције војске, која му је дала подршку, враћа у земљу и свргава Мосадика са власти. Реформама 1963. покушао је модернизовати државу. Повезаност са америчким капиталом, претерано богаћење и одношење богатства из земље, недемократски режим са великим ослонцем на војску, насилно гушење опозиције, изазвали су отпор народа. На народ су велики утицај имале и верске вође муслимана шиита. Иран је за време династије Пахлави пружао подршку Оманским властима током Дофарског рата. Незадовољне масе, предвођене ајатолахом Хомеинијем, повеле су револуцију против шаха и династије, па је Мухамед Реза под свеопштим притиском 16. јануара 1979. напустио земљу. Када је у марту 1979. референдумом изгласана Исламска национална република Иран, власт династије Пахлави и формално је престала.